# David Court
David John Court (* 1. März 1944 in Mitcham) ist ein ehemaliger englischer Fußballspieler und Fußballtrainer.

## Leben und Karriere
Court kam zum FC Arsenal als Jugendlicher 1959. Der Mittelstürmer unterschrieb im Januar 1962 einen Profivertrag bei den Gunners. Sein Debüt für den FC Arsenal gab er am 10. September 1962 gegen Aston Villa. Nachdem Billy Wright neuer Trainer der Gunners wurde, wurde Court anfangs zum rechten Mittelfeldspieler, später zum rechten Verteidiger umfunktioniert. Er ist einer der wenigen Arsenal-Spieler die alle Positionen bis auf den Torwart spielten. Court gewann mit den „Gunners“ den Messepokal 1970. Im selben Jahr wechselte er für die Ablösesumme von 30.000 £ zu Luton Town. Nach nur zwei Saisons ließ er seine Karriere beim FC Brentford ausklingen. Nach seinem Karriereende arbeitete Court noch in der Wirtschaft. Seit 1996 ist er Assistent der Jugendleitung des FC Arsenal.

### Erfolge
- 1 × Messepokal mit dem FC Arsenal (1970)